# مقياس المسافات الأرضية

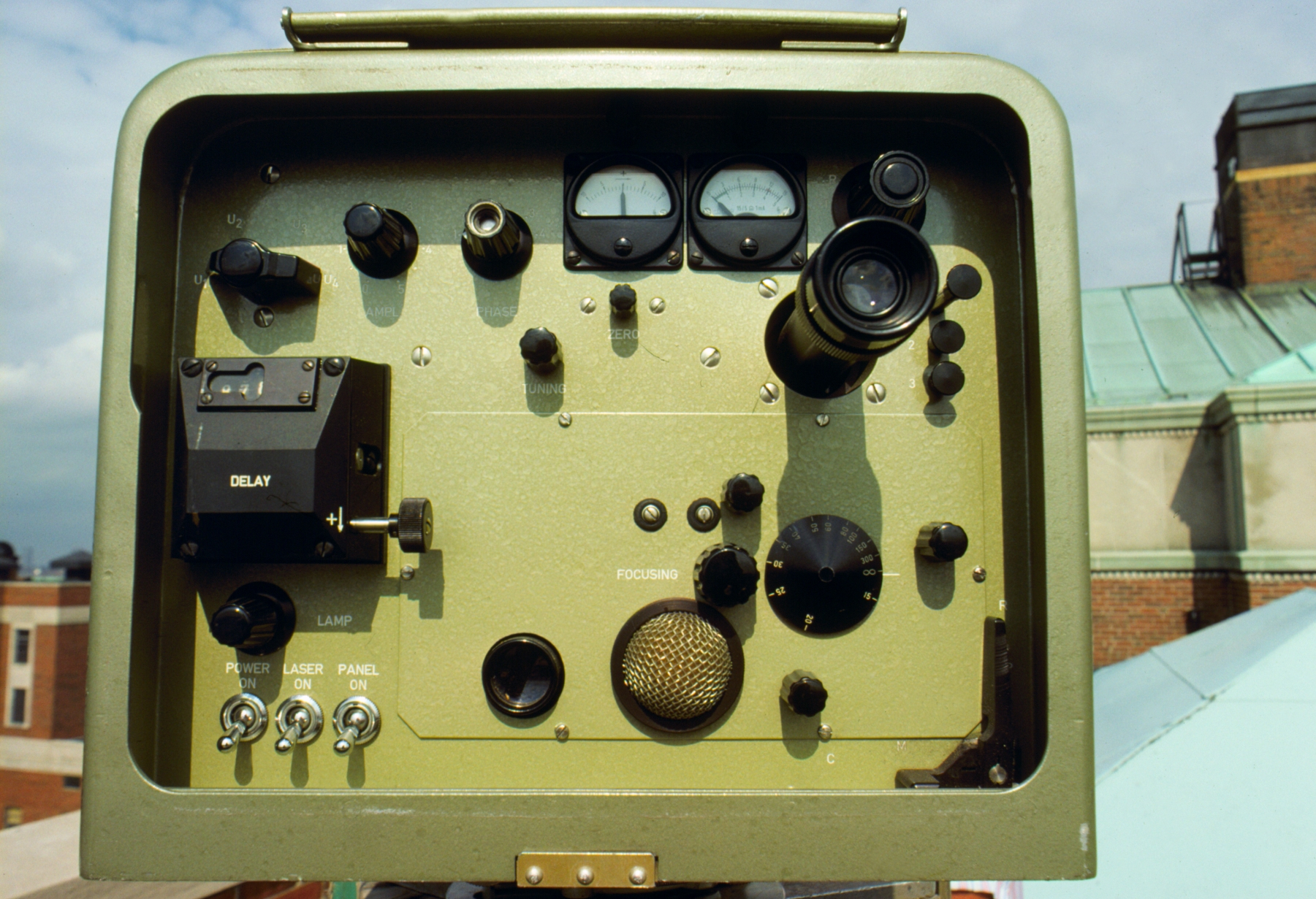
محاكيم المشغِّل ومنظار مقياس المسافات الأرضية

كان مقياس المسافات الأرضية (Geodimeter، وهو اختصار لـ Geodetic distance meter) أول أداة مساحة إلكترونية بصرية لقياس المسافة. طُوِّر في الأصل لقياس سرعة الضوء. اخترعه إريك أوستن بيرغستراند ‏ عام 1947 وسَوَّقته شركة تكديس الغاز المُساهِمة [الإنجليزية] السويدية (AGA، وهو اختصار لـ Aktiebolaget Gasaccumulator) في عام 1953. اُستُخدم في المسح الاجتيازي عبر القارة [الإنجليزية].